# Naramice
Naramice – wieś w Polsce, położona w województwie łódzkim, w powiecie wieluńskim, w gminie Biała.
| SIMC    | Nazwa             | Rodzaj    |
| ------- | ----------------- | --------- |
| 0697604 | Kule              | część wsi |
| 0697610 | Madej             | część wsi |
| 0697627 | Mariańska Swoboda | część wsi |
| 0697633 | Naramice-Parcela  | część wsi |

## Historia
Pierwsze wzmianki o miejscowości z 1395 r. Do połowy XV w. wieś należała do rodziny Naremskich. W dokumentach z 1460 r. występuje Adam Chochlewski piszący się „z Giżyc i Naramic”. W 1467 r. część wsi sprzedała Małgorzata z Wieruszowa Janowi Kępińskiemu, a w roku następnym żona Bieniasza Wierusza, sędziego wieluńskiego nabyła tu 8 łanów i karczmę.
W 1809 r. osiadł w Naramicach gen. Gabriel Józef Alojzy Biernacki (1774–1834), członek kaliszan, opozycji liberalnej Królestwa Polskiego, jeden z organizatorów powstania listopadowego w Kaliskiem. W 1861 r. dziedzic Honoriusz Biernacki chciał znieść pańszczyznę i oczynszować chłopów. Chłopi odmówili ponieważ chcieli oczynszowania gwarantowanego przez rząd. Proboszcz parafii, uczestnik powstania styczniowego ks. Paweł Jaska (ur. w 1831 r.) był zesłany do guberni witalskiej „za polityczne przestępstwo”. W czasie II wojny światowej, 6 czerwca 1940 niemieccy żandarmi zabili w lesie koło Dębołęki miejscowego proboszcza ks. Jana Krawieckiego (ur. 27 grudnia 1883 w Pierocicach). Klasycystyczny dwór, z końca XVIII w., został rozebrany w 1963 r.
Urodził się tu Marian Stanisław Baranowski (ur. 7 maja 1912, zm. wiosną 1940 w Katyniu) – podporucznik rezerwy piechoty Wojska Polskiego, harcmistrz Związku Harcerstwa Polskiego, ofiara zbrodni katyńskiej.
Do 1953 roku miejscowość należała i była siedzibą gminy Naramice, po zmianie siedziby i nazwy gminy w gminie Biała. W latach 1954–1972 wieś należała i była siedzibą władz gromady Naramice. W latach 1975–1998 miejscowość położona była w województwie sieradzkim.

## Zabytki
Parafia istniała tu co najmniej w poł. XV w. Ocalał zabytkowy kościół z XVI w. pw. Wszystkich Świętych, drewniany, typu wieluńskiego, dach pokryty gontem, na dachu sygnaturka. Wewnątrz, na belce tęczowej krucyfiks z XVII w. Wystrój wnętrza barokowy. W ołtarzu głównym z 1765 r. gotycki obraz z ok. 1480 r. przedstawiający Zaśnięcie Matki Boskiej. Ponadto portret trumienny mężczyzny z II poł. XVII w. z herbami: Jastrzębiec, Ogończyk, Pilawa i Ostoja.
W centrum wsi, w domu pod nr 103, dawna karczma z ok. 1881 r.w połowie drewniana, w połowie murowana. Od frontu ganek wsparty na 4 kolumienkach, od podwórza – podcienie. Na podwórzu dąb – pomnik przyrody.